# The Lie of the Land
The Lie of the Land (traducido literalmente como La mentira de la Tierra) es el octavo episodio de la décima temporada de la serie británica de ciencia ficción Doctor Who. Está escrito por Toby Whithouse y fue transmitido el 3 de junio de 2017, por el canal BBC One. "La mentira de la Tierra" recibió críticas mixtas por parte de los críticos de televisión.
Después de que Bill (Pearl Mackie) diera su consentimiento a los monjes, ella y Nardole (Matt Lucas) tienen que encontrar una manera de rescatar al Doctor (Peter Capaldi) después de que los monjes lo apresaran, y poner fin a su invasión de la Tierra. Es el tercero de tres episodios conectados llamados "Trilogía de los Monjes".

## Argumento
Los Monjes son los gobernantes de la Tierra ahora, y parece que hayan estado en la Tierra desde hace millones de años, que guían el desarrollo humano. Bill y algunos otros son conscientes de la verdad: los Monjes solo han estado presentes en la Tierra desde hace seis meses. Los que sostienen este punto de vista están detenidos por contravenir una ley de "crímenes de memoria". El Doctor aparece en la televisión alabando la orientación de los Monjes sobre la humanidad.
Bill se mantiene a sí misma en la realidad imaginándose que está hablando con su madre muerta desde hace mucho tiempo, basándose en las imágenes que le dio el Doctor el día que se conocieron. Nardole, también consciente de la verdad, localiza a Bill y le ayuda a encontrar barco-prisión, donde creen que mantienen prisionero el Doctor. Dentro, después de que un equipo de comandos irrumpiese dentro, el Doctor le dice a Bill que está cooperando de buena gana con los Monjes, creyendo que la humanidad estaba condenada sin su guía. Bill se siente consternada por sus palabras y dispara al Doctor, que comienza a regenerarse, pero se detiene rápidamente. Se revela que todo ha sido una prueba de Nardole, el Doctor y el equipo de guardias, para asegurarse de que Bill no estaba bajo la influencia de los Monjes.
En la universidad donde trabajan el doctor y Bill, entran en la bóveda para hablar con Missy, quien dice que se ha encontrado con los Monjes antes. Confirma que los Monjes mantienen el control transmitiendo una señal que contiene la falsa historia avtodos los habitantes del planeta a través de las numerosas estatuas que han construido en numerosos lugares del planeta, establecida por un vínculo psíquico a través de la persona que originalmente dio el "consentimiento"; Missy afirma que los derrotó durante su propio encuentro matando a ese individuo. La cuestión es que Bill debe morir, ya que fue ella la que dio su "consentimiento" en la Tierra.
Creyendo que hay otra solución, el Doctor, Bill, Nardole y los comandos se infiltran en la pirámide de los Monjes en Londres para que el Doctor pueda sustituir sus señales con su propia mente para romper la transmisión psíquica. En la cámara central, el Doctor trata de vincular su mente con el Monje controlador, que acaba siendo derrotado intentando sustituirle. Bill tiene la intención de sacrificarse a sí misma, uniendo su propia mente a los Monjes, a pesar de la negativa del Doctor. Los Monjes sustituyen sin quererlo su emisión con imágenes de la madre de Bill, que el Doctor reconoce que son poderosos y afectuosos recuerdos de la mente de Bill. La humanidad se recupera de las mentiras de los Monjes y se rebela contra ellos. El Doctor, Bill y Nardole miran como los Monjes abandonan la Tierra. Algún tiempo después, el Doctor y Bill encuentran que la mayoría de la humanidad no recuerda a los Monjes ni su paso por la Tierra.

### Continuidad
- En las imágenes que muestran la ayuda de los Monjes a la humanidad, se ven clips de los episodios "Parpadeo (Doctor Who)", "Pesadilla plateada" y "Dentro del Dalek". Más tarde, se muestra un clip de "El piloto", así como varias imágenes fijas de episodios pasados de la serie moderna.[2] Magpie Electrical, que debutó por primera vez con el Décimo Doctor en "La caja tonta"  ha ido apareciendo a lo largo de la serie desde entonces, en este episodio el escaparate donde Bill mira una de las transmisiones del Doctor pertenece a la compañía Magpie Electrical.[3][4]

## Producción
La lectura de "La mentira de la tierra" tuvo lugar el 11 de enero de 2017. El rodaje tuvo lugar, junto con el episodio posterior "la Emperatriz de Marte", del 16 de enero al 22 de febrero de 2017.
En la última escena de Missy, se ve un disparo panorámico al final de sus últimas líneas de diálogo, esto un homenaje a una escena similar de la película de 1996.

## Emisión y Recepción

### Emisión
El episodio fue visto por 3.01 millones de personas entre noche y la mañana, durante la noche marcó la calificación más baja de la serie de su historia hasta el momento. El episodio recibió 4,82 millones de visualizaciones en total, en ese momento la calificación oficial más baja desde el regreso devla serie en 2005.

### Recepción
"La mentira de la Tierra" recibió críticas mixtas, con "un número de revisionados encontramos la historia más débil de la temporada hasta ahora". El episodio actualmente tiene una puntuación de 90% en Rotten Tomatoes, la lectura de consenso entre diferentes críticas es que "La mentira de la Tierra" cierra un capítulo importante para la décima temporada de Doctor Who, pero deja los destinos de algunos de los personajes principales tentadoramente abiertos".
Alasdair Wilkins de The A.V. Club dio al episodio una puntuación de B-, afirmando que se sentía decepcionado con el episodio, y cómo el guion y su calidad fueron "superados" por las habilidades de las actuaciones de Capaldi y Mackie, afirmando que Capaldi fue "grande como siempre, pero cuyos talentos son a veces mal utilizado en servicio de las ideas de la historia que no se comprometerán". Él, sin embargo, felicitó a Michelle Gómez por su papel como Missy una vez más.
Zoe Delahunty-Light de la SFX Magazine dio a "La mentira de la Tierra" una puntuación perfecta de 5 estrellas de 5, calificando el episodio de "escalofriante" y felicitando la idea de que los Monjes asumieran el desarrollo de la raza humana. Comentó especialmente sobre Pearl Mackie, felicitándola por su papel en la dirección del episodio, y su "extraordinaria capacidad de transición entre las emociones sin problemas", especialmente en lo que respecta a sus escenas con el Doctor y su aparente traición. Delahunty-Light también continuó alabando cómo Missy finalmente consiguió más tiempo de pantalla de lo que había recibido en episodios anteriores.
Ross Ruediger, de la New York Magazine, dio al episodio 3 estrellas de 5, afirmando que el episodio comenzó como "perturbadoramente efectivo", pero pasa a ciertas preguntas que surgieron del episodio fueron "frustrantemente no respondidas". También sentía que los Monjes se habían convertido en un peligro mucho menor que en el episodio anterior, y que no tenía mucho sentido que los Monjes no defendieran a su líder cuando fue atacado por Bill y el Doctor. En general, declaró que "La mentira de la Tierra" fue una "decepcionante conclusión de lo que era una historia de asesinato de otra manera".
Patrick Mulkern de Radio Times también le dio al episodio una calificación más baja, otorgándole 2 estrellas de 5. Sentía que la peor parte del episodio era la mala decisión de conseguir un compañero para disparar un arma al Doctor, no vio "nada que la empujara a un acto tan extremo", y declaró el acto como algo que no podía ser "racionalizado ni tolerado". Describió a los actores como "bloqueados torpemente" y cómo parecían incómodos en la situación, aunque felicitó su actuación en general a lo largo del episodio.